# Buenas noches
Buenas noches va ser un programa de televisió, emès per TVE entre 1982 i 1984 dirigit per Juan José González. L'espai va suposar la consagració definitiva de Mercedes Milá com un dels referents de la televisió a Espanya.
Es tractava d'un espai d'entrevistes, que intercalava actuacions musicals. El programa va estar molt marcat, en qualsevol cas, per la forta personalitat de la presentadora i la seva peculiar manera de realitzar entrevistes.

## Polèmiques
- El primer programa va estar presentat, al costat de Mercedes Milá, pel periodista Joaquim Maria Puyal. Tanmateix, aquest va presentar la seva dimissió després de la primera emissió, per una presumpta incompatibilitat amb l'acompliment d'altres activitats.[3]
- L'espai va oferir un dels moments més delirants de la història de la televisió al país quan, a una entrevista realitzada el 22 d'octubre de 1982 al prestigiós escriptor Camilo José Cela, aquest va reconèixer ser capaç d'absorbir un litre d'aigua a través de l'anus, davant l'estupor de la periodista, qui al seu torn va oferir un rentamans per a una possible demostració en directe que mai es va produir.[4][5]